# Zadar Open 2021
Lo Zadar Open 2021 è stato un torneo maschile di tennis giocato su campi in terra rossa. È stata la prima edizione del torneo e faceva parte della categoria Challenger 80 nell'ambito dell'ATP Challenger Tour 2021. Si è svolto al Falkensteiner Resort Punta Skala di Zara, in Croazia, tra il 22 e il 28 marzo 2021.

## Partecipanti

### Teste di serie
| Nazionalità | Giocatore            | Ranking* | Testa di serie |
| ----------- | -------------------- | -------- | -------------- |
| Italia      | Gianluca Mager       | 101      | 1              |
| India       | Sumit Nagal          | 139      | 2              |
| Serbia      | Nikola Milojević     | 146      | 3              |
| Slovenia    | Blaž Rola            | 165      | 4              |
| Italia      | Alessandro Giannessi | 167      | 5              |
| Slovacchia  | Filip Horanský       | 173      | 6              |
| Francia     | Enzo Couacaud        | 185      | 7              |
| Italia      | Gian Marco Moroni    | 233      | 8              |

* Ranking al 15 marzo 2021.

### Altri partecipanti
I seguenti giocatori hanno ricevuto una wild card per il tabellone principale:
- Frane Ninčević
- Matija Pecotić
- Mili Poljičak

Il seguente giocatore è entrato in tabellone come Alternate:
- Harry Bourchier

I seguenti giocatori sono passati dalle qualificazioni:
- Marco Bortolotti
- Nerman Fatić
- Uladzimir Ihnacik
- Nikolás Sánchez Izquierdo

## Punti e montepremi
| Torneo    | Torneo              | V     | F     | SF    | QF    | 2T  | 1T  | Q | Q2  | Q1  |
| Singolare | Punti               | 80    | 48    | 29    | 15    | 7   | 0   | 4 | 2   | 0   |
| Singolare | Premi in denaro (€) | 6 190 | 3 650 | 2 160 | 1 260 | 730 | 450 | – | 225 | 115 |
| Doppio    | Punti               | 80    | 48    | 29    | 15    | –   | 0   | – | –   | –   |
| Doppio    | Premi in denaro €   | 2 670 | 1 550 | 930   | 550   | –   | 310 | – | –   | –   |

## Campioni

### Singolare
In finale  Nikola Milojević ha sconfitto  Dimitar Kuzmanov con il punteggio di 2–6, 6–2, 7–6(5).

### Doppio
In finale  Blaž Kavčič /  Blaž Rola ha sconfitto  Lukáš Klein /  Alex Molčan con il punteggio di 2–6, 6–2, [10–3].